# 约翰·道尔顿
约翰·道尔顿 FRS（1766年9月6日—1844年7月27日），化学家、物理学家、气象学家。道尔顿是近代原子理论的提出者，道尔顿分压定律与倍比定律的发现者。同时，他也是最早研究色盲的学者（其也是色盲患者）。

## 求学
道耳吞生于坎伯兰郡伊格斯非尔德（今属坎布里亚郡）一个贫困的贵格会织工家庭。幼年家贫，只能参加贵格会的学校，富裕的教师鲁宾孙很喜欢道尔顿，允许他阅读自己的书和期刊。1778年鲁宾孙退休，12岁的道尔顿接替他在学校里任教，工资微薄，后来他重新务农。1781年道尔顿到肯德尔一所自己远亲开办的学校任教，离家约有45英里，后来远亲退休，道尔顿和他的哥哥成为该学校的负责人，他也在此结识了盲人天才科学家约翰·高夫。道尔顿在高夫的指导下，掌握了拉丁文和希腊文，增加了对数学和化学的了解。。
1787年3月24日道尔顿记下了第一篇气象观测记录，只包括当天的天气状况，后来逐渐增加温度，湿度和气压的记录。这一习惯一直持续到临终前一天，共记录五十七年之久。这成为他在气体性质研究方面的实验基础。（道尔顿几十年如一日地测量温度，而且保持在每天早上六点准时打开窗户，使对面的一个家庭主妇依赖道尔顿每天开窗来起床为家人做早饭。）23岁时，道尔顿不满足于如此的境遇，他希望学习法律或前往爱丁堡大学学习医学。这遭到亲友反对，因为他是非国教徒，不许就读。27岁时，他被任命为曼彻斯特一所非国教大学“新大学”的数学和自然哲学教师。道尔顿任教至34岁，由于学校财政恶化，他辞职成为家教。

## 科学研究
1793年道尔顿依靠从盲人哲学家高夫那里接受的自然科学知识，成为曼彻斯特新学院（牛津大学哈里斯曼彻斯特学院的前身）的数学和自然哲学教师。来到学院不久，他发表了《气象观察与随笔》，在其中描述了气温计气压计和测定露点的装置，在附录中提出原子论的模型。但是这本书售量很少。

### 色盲症研究
1794年道尔顿被选为曼彻斯特文学和哲学学会会员，这个学会主要讨论神学和英国政治之外的各种问题。10月31日他在学会宣读了《关于颜色视觉的特殊例子》。在这篇文章中，他给出了对色盲这一视觉缺陷的最早描述，总结了从他自身和很多人身上观察到的色盲症的特征，如他自己除了蓝绿方面的颜色，只能再看到黄色，所以色盲又被很多人称为道尔顿症。1799年新学院迁移到约克，道尔顿仍然留在曼彻斯特，此时他已经很有名气，可以靠作家庭教师为生。

### 气体定律研究

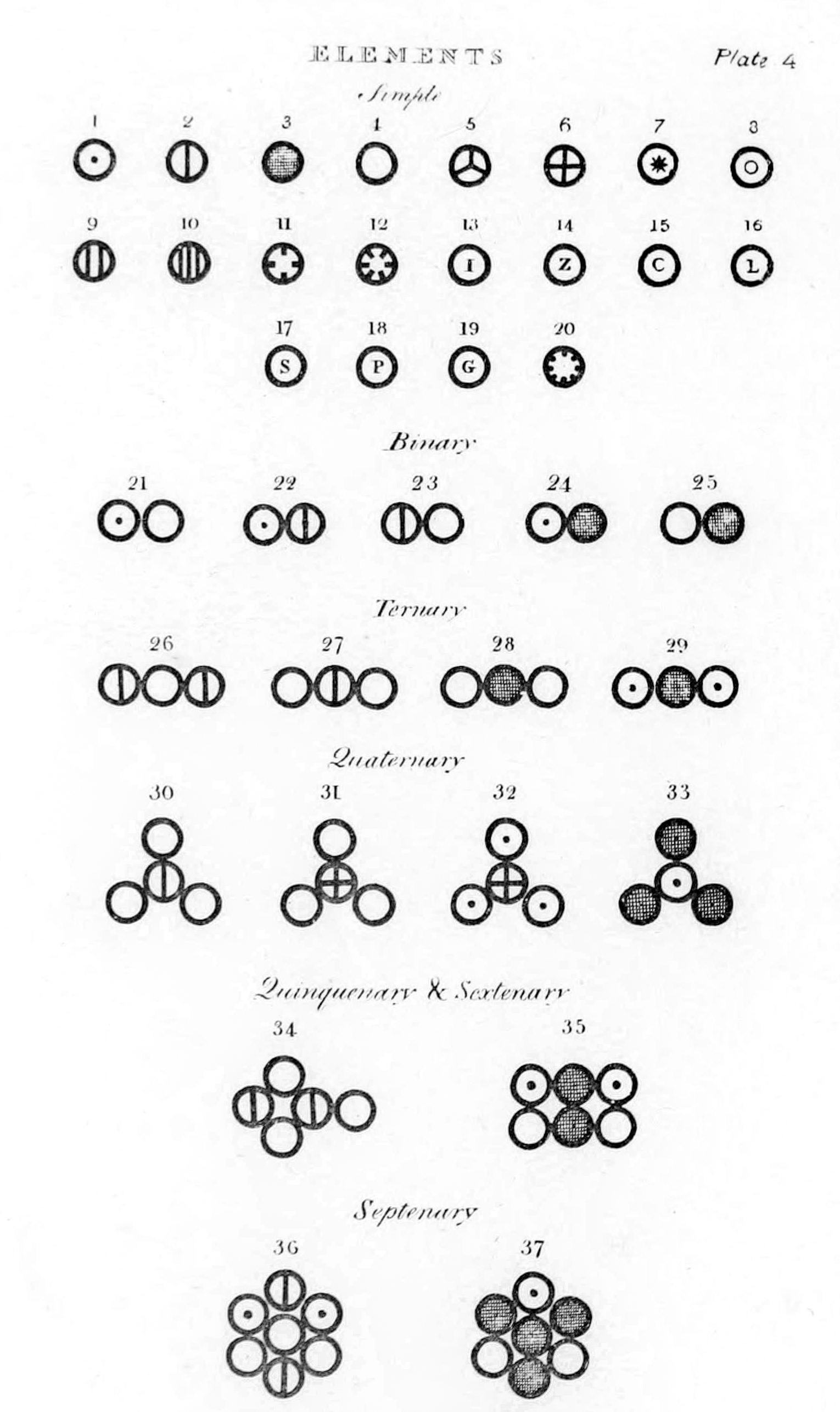
道尔顿在《化学哲学的新体系》中描绘的气体原子

1800年道尔顿开始担任学会秘书，随后进行气体的压力研究。他加热相同体积的不同气体，发现温度升高所引起的气体压力变化值与气体种类无关。并且当温度变化相同时，气体压力变化也是相同的。他实际上得到了和后来雅克·查理和盖-吕萨克同样的结论，但是他没有继续深究这个问题。
1801年道尔顿将水蒸汽加入干燥空气中，发现混合气体中某组分的壓力与其他组分压力无关，且总压强等于两者压力和，即道尔顿分压定律。同年道尔顿最亲密的朋友威廉·亨利发现了难溶于水的气体在水中的溶解数量与压力成正比，即亨利定律。随后亨利也观察到对于混合气体也存在同样关系，只不过压强换成了气体的分压值。道尔顿从这一研究成果得出溶解是纯物理过程的结论。

### 原子理論
1803年12月与1804年1月道尔顿在英国皇家学会作关于原子论的演讲，其中全面阐释了他的原子论思想。其要点为：
①化学元素均由不可再分的微粒组成。这种微粒称为原子。原子在一切化学变化中均保持其不可再分性。
②同一元素的所有原子，在质量和性质上都相同；不同元素的原子，在质量和性质上都不相同。
③不同的元素化合时，这些元素的原子按简单整数比结合成化合物。尽管从现在的观点来看，道尔顿的观点是非常简洁而有力的（当然存在着错误）但是由于实验证据的缺乏和道尔顿表述的不力，这一观点直到20世纪初才被广泛接受。

## 其它出版物
道尔顿对《里斯百科全书》的化学和气象学部分作出贡献，但具体章节不清楚。
从1817至1844年间，道尔顿当选曼彻斯特文学与哲学学会会长，贡献了117篇《道尔顿当选曼彻斯特文学与哲学学会回忆录》。其中早期文献最为重要。1814年的一篇率先给出了滴定原理的描述。1840年他对磷酸盐和砷酸盐进行了研究。由于皇家学会看不上，愤怒的道尔顿自费出版。类似地，他继续出版了四篇文献，其中两篇（《就各类的盐中酸、盐基和盐的量》和《分析糖的新型简便方法》）包含了他的新发现，被他自己认为是在原子理论之后第二重要的研究。其中一些酸酐溶解时体积不会发生变化，道尔顿认为这是物质进入了水中存在的孔隙中的缘故。

## 公共生活
在提出原子理论前，道尔顿已经名声在外。1803年，他在伦敦皇家学会就自然哲学讲学，并在1809至1810年间做其它演讲。不过，一些听众称他的言辞不佳、声调刺耳枯燥、说不清问题、在语言和描述上欠功夫。
1810年，汉弗里·戴维爵士邀请他申请皇家学会成员，但道尔顿拒绝，这可能是因为他囊中羞涩缘故。不过，人们在1822年未经过问直接选举，并附上费用。6年后，他成为法国科学院成员，1830年，他取代戴维成为八大外籍会员之一。1833年，格雷伯爵政府给予67岁的道尔顿150英镑年金，在1836年提到300英镑。1834年，68岁的道尔顿被选为美国文理科学院海外荣誉成员。
年轻的詹姆斯·焦耳是道尔顿晚年著名的学生，日后研究并出版了热原理和机械方面的贡献（1848年）。

## 私生活

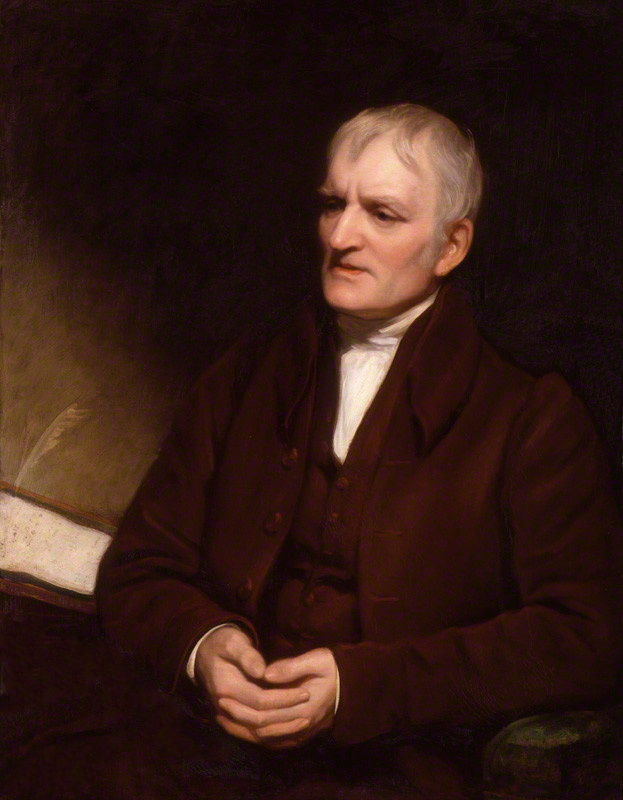
晚年道尔顿，托马斯·菲利普斯绘，国家肖像馆，1835年

道尔顿终生未婚，挚友不多。作为贵格教徒，他一生谦虚，不好张扬。
W·约翰牧师是位植物学家，在道尔顿去世前26年中，他与牧师和师母同住在曼彻斯特乔治街的房子里。道尔顿和约翰于1844年一同去世。
在曼彻斯特，道尔顿从事日常实验和教辅工作，每年去湖区远足，有时进伦敦城。1822年，他去巴黎短期旅行，见了许多著名的科学家。他在约克、牛津和布里斯托尔出席了英国科学协会的一些早期会议。

## 晚年

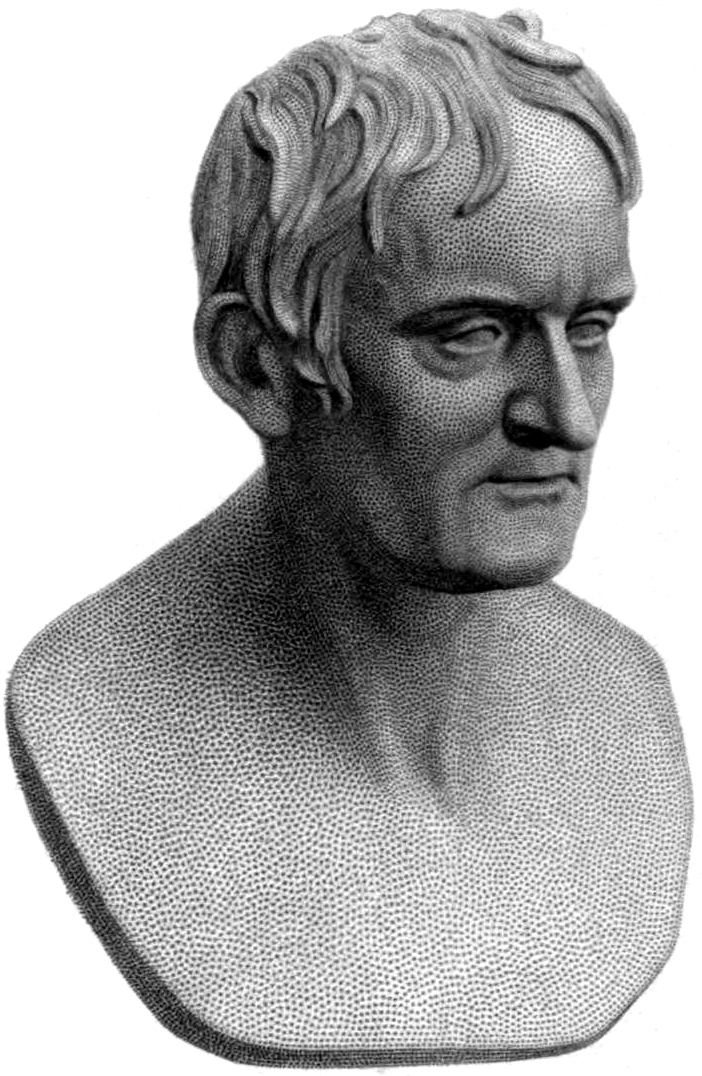
道尔顿胸像

但是，晚年的道尔顿思想趋于僵化，他拒绝接受給吕萨克的气体分体积定律，坚持采用自己的原子量数值而不接受已经被精确测量的数据，反对永斯·贝采利乌斯提出的简单的化学符号系统。
1837-1838年他遭受了两次中风而失语，但仍坚持科学研究。1844年他再次中风，7月26日他使用颤抖的手写下了他最后一篇气象观测记录。7月27日他从床上掉下，服务员发现他已經去世。他的遗体在市政厅停放门口四天，超过4万人前来瞻仰悼念。葬礼盛大，道尔顿的遗体与城市要人一道下葬，葬入阿德维克公墓。如今，墓地已经成为游乐场，但老墓碑可在旧文档中查到。
道尔顿希望在他死后对他的眼睛进行检验，以找出他色盲的原因。他认为可能是因为他的水样液是蓝色的。去世后的尸检发现眼睛正常，但是1990年对其保存在皇家学会的一只眼睛进行DNA检测，发现他缺少对绿色敏感的色素。
在公共捐助下，查恩特雷（Chantrey）为道尔顿塑了一座胸像，放在王家曼彻斯特研究所的门厅，查恩特雷还有一座大道尔顿塑像，被安放于曼彻斯特市政厅的入口处。
道爾頓的研究記錄在他死後被完整收藏在曼徹斯特，但卻毀於二次大戰時的曼徹斯特轟炸。以撒·艾西莫夫為此事嘆道：不是只有活人才會在戰爭中被殺害。
很多化学家使用道尔顿作为原子量的单位。